# Tatra 815-7
Tatra 815-7 (obchodní označení Force, dříve také jako Tatra 817) je těžký nákladní automobil, primárně určený jako armádní logistické vozidlo do terénu, které vyvinula a vyrábí automobilka Tatra. První prototyp byl představen v roce 2004, v roce 2023 se začala vyrábět třetí generace tohoto typu.
Vůz je unikátní svou stavebnicovou konstrukcí podvozku, která (stejně jako u předešlého modelu Tatra 815) nabízí standardně znaky náprav 4×4, 6×6, 8×8 a 10×10, ovšem výrobně jsou možné i varianty podvozku 10×8, 12×12 a 12×8, v polovině roku 2015 byl dokonce představen podvozek 16×8, určený pro instalaci mobilní vrtné věže.

## Vývoj
Tatra si byla vědoma výjimečných vlastností svého podvozku, ale aby se dostala mezi absolutní špičku výrobců armádních vozidel, bylo rozhodnuto na osvědčeném podvozku s páteřovým rámem vyvinout nové terénní vozidlo, které bude odpovídat standardům NATO pro přepravu v letadlech C-130 Hercules. Konstruktéři Tatry ukázali svoji vizi, jak by měla vypadat celá výrobní řada, využívající existující výrobní podskupiny Tatra s výhodou modulární koncepce celé zamýšlené řady (4×4 až 12×12). Konstrukčně vyšli z modelu T 815 (resp. T 815-6), jehož podvozek byl přepracován, stejně tak i motory a převody, a byla vyvinuta zcela nová kabina – oproti řadě T 815 nižší, odolnější a snadno pancéřovatelná. 
Snaha konstruktérů najít alternativu zastaralé Pragy V3S, kterou dosud Armáda ČR používala, vedla k tomu, že jako první prototyp byl představen nejmenší a nejlehčí zástupce řady se znakem náprav 4×4. Prototyp byl vystavován na Eurosatory 2004, AISA 2004, IDET 2005 (pro možnost přímého srovnání vedle funkčního vzorku ANTS), Eurosatory 2006 a přepracovaný prototyp (s kabinou bez motorového tunelu, obsaditelností 1+3, chladicím systémem za kabinou a plošinou shodnou s ANTS) na IDET 2007. Postupně bylo postaveno několik dalších prototypů od verze 6×6 až po verzi 10×10. Nové vozidlo dostalo označení Tatra 817 a bylo nadále testováno. Vzhledem k nutnosti samostatné homologace nového typu však Tatra tuto řadu v roce 2006 úředně přejmenovala na T 815-7, aby mohla využít stávající homologace typu 815.
Pod sesterskou značkou ATC (American Truck Company) vznikly také tři prototypy T 815-7 se znakem náprav 10×10, s motory Caterpillar C-15 a převodem Twin Disc. Šlo o projekt LVSR – náhrada logistických vozidel námořní pěchoty armády USA, které byly tyto vozy dodány ke zkouškám, ale zakázku dostal nakonec konkurenční domácí Oshkosh.

## Konstrukce

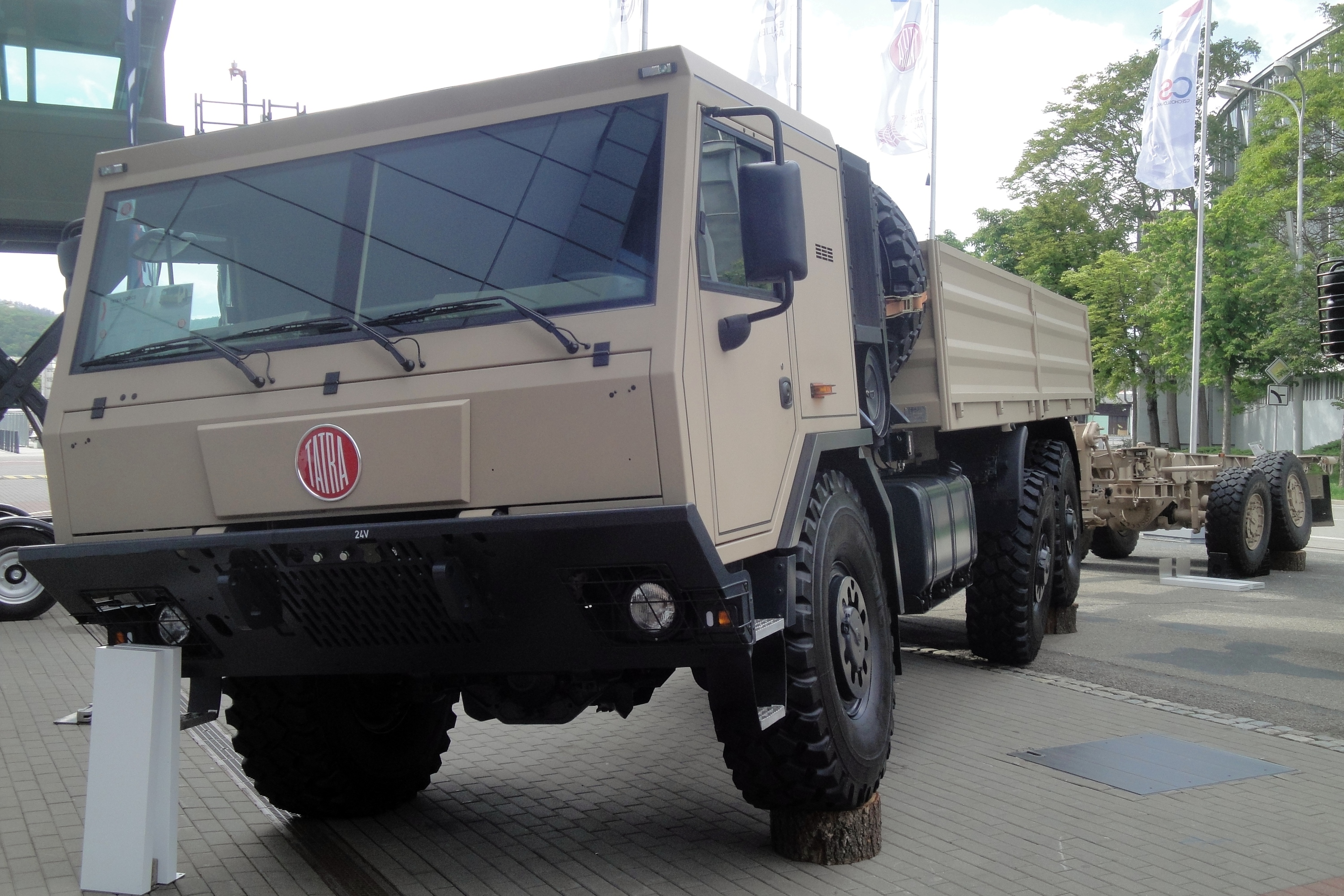
Tatra Force

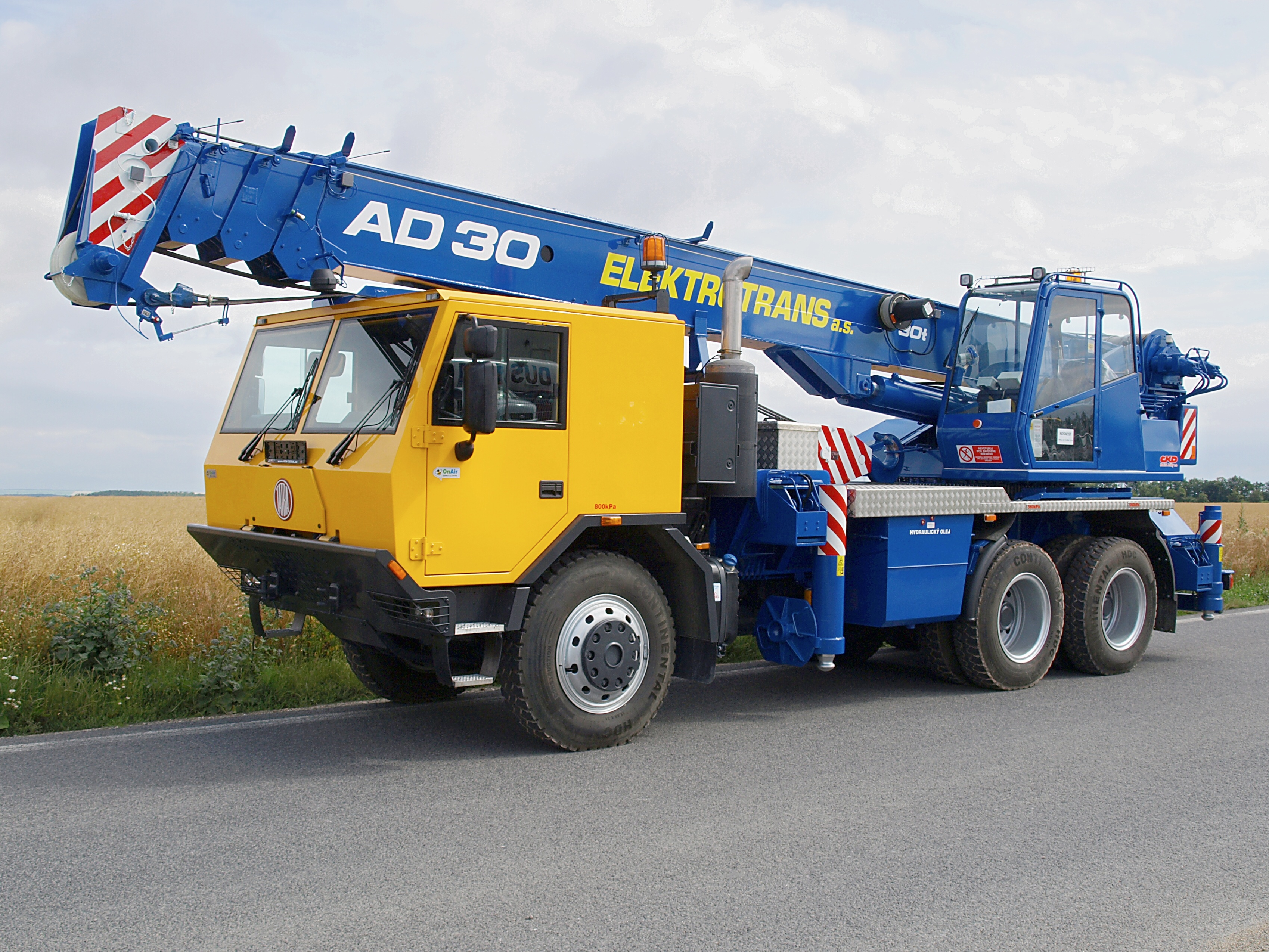
Tatra Force autojeřáb

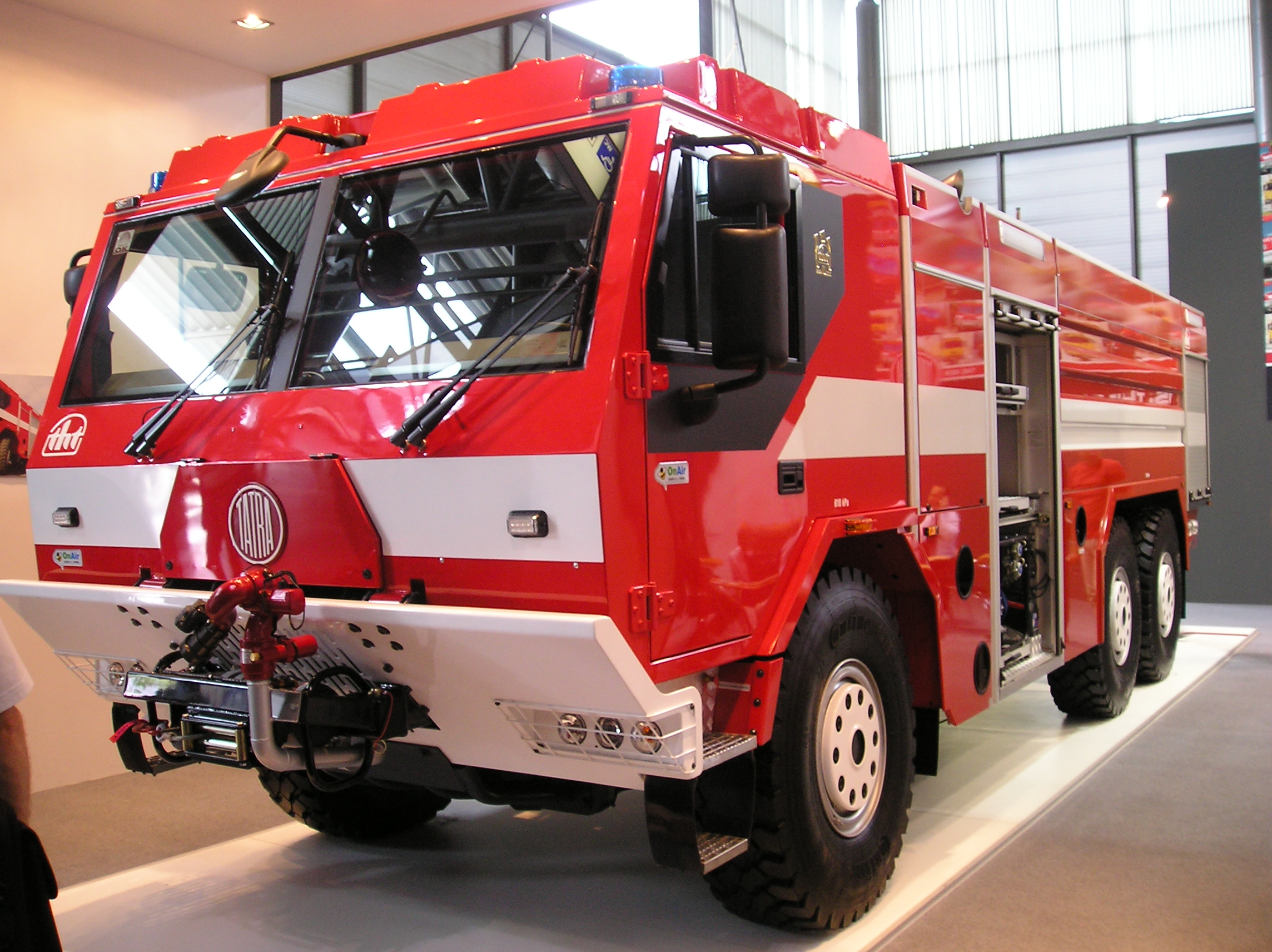
Tatra Force jako hasičský vůz

### Motor a převodovka
Automobil je navržen ve dvou základních konfiguracích hnacího traktu: první, tzv. "no electronic drive line" s agregáty Tatra - motor V8, přeplňovaný s mezichladiči, objem 12,67 l, emise pro vojsko až Euro III a 14stupňová převodovka; druhou konfiguraci představuje použití alternativních hnacích jednotek (např. Caterpillar, Cummins, Deutz) ve spojení s automatickými (Twin Disc a Allison) nebo manuálními převodovkami (Tatra vč. poloautomatu Norgren, ZF). T 815-7 je schopna vyvinout podle verze max. rychlost až 110 km/h.
Prototyp řady T 815-7B0R72 4×4 poháněl motor Cummins ISBe 275 30 Euro III s převodovkou ZF Ecomid 9S75; 2. prototyp 7MPR89 8×8, zkoušený v rámci armádního tendru v JAR motor Cummins ISMe 420 30 Euro III s převodovkou Twin Disc 61-1187 (k vidění byl na IDET 2007 - již s převodem Allison 4500SP a levostranným řízením, Eurosatory 2008 a IDEX 2009).
Následovaly vojenské prototypy a sériové vozy s motorem Tatra T3C-928.80 (Euro III), 4×4 s motorem Cummins ISLe+ 350 (Euro III, mj. Eurosatory 2012), 8×8 s motorem Deutz TCD 2015 V08 (Coma 3), prototypy ATX6 a 8 s motorem Navistar MaxxForce 13 (EPA 99, oboje Eurosatory 2010) a civilní verze s motorem T3D-928 Euro V včetně možné kombinace s automatem Allison.

### Podvozek
Podvozek vozidla tvoří nosná prostorová struktura, kterou představuje centrální nosná roura s nezávisle zavěšenými výkyvnými polonápravami spojená s průběžným rámem vozidla. Nově je řešeno pneumatické pérování všech náprav s vaky pod rámem a mechanismus řízení. Vzduchové pérování umožňuje změnu světlé výšky vozidla. T 815-7 je vybavena polo- nebo automatickým systém centrálního dohušťování pneumatik ovládaným z místa řidiče (CTIS), které umožňuje měnit tlak v pneumatikách, podle charakteru terénu. Konstrukce rovněž umožňuje pohyb i s jedním poškozeným kolem (u verzí 8×8 a větších možno i s více poškozenými nebo zcela zničenými koly).

### Kabina
Pro T 815-7 byla vyvinuta ve spolupráci s firmou Liget zcela nová kabina. Základním požadavkem byla možnost transportu automobilu v nejrozšířenějším dopravním letadle NATO : C-130 Hercules. Kabina je celokovová, sklopná, její konstrukce umožňuje snadné přídavné (tzv. "add on") pancéřování v různých stupních balistické ochrany (spolupráce s firmou SVOS Přelouč). Konstrukce střechy umožňuje vytvářet různé varianty - průlezy, střelecké nebo pozorovací věžičky nebo přípravu pro lafetaci různých zbraní. Těsnost kabiny umožňuje použít přetlakovou filtroventilaci.
Bylo vyvinuto provedení kabiny s vyztuženou střechou pro vyhovění ROPS / FOPS předpisům důlních vozidel.
Kabina pro hasičské nástavby má naopak zvýšenou laminátovou střechu pro vyhovění předpisy požadované výšce nad sedačkou.

### Využití
Vozidla v konfiguraci 4×4 až 8×8 slouží již více než 10 let v Armádě České republiky (AČR) a postupně nahrazují vozidla Praga V3S a starší verze původní Tatry 815. Vozidla Tatra 815-7 slouží také v slovenské armádě. Na výstavě Eurosatory 2010 byla vystavena vozidla ATX6 a ATX8 postavená s použitím komponent americké firmy Navistar International a prototyp vyprošťovacího vozidla na podvozku T 815-7 8×8 s motorem Deutz V08 2015. Vozidlo ATX6 bylo následně vystavováno i v JAR a na IDEX 2011.
Na podvozku Tatra 815-7 bylo postaveno několik obrněných transportérů, například česká VEGA 4x4, egyptský Fahd 300, francouzský TITUS, izraelský Wildcat, jordánský al-Vahš, nigerijský Ara a Legion ze Spojených arabských emirátů.
Podvozek T-815-7 8x8 byl využit i pro jednu z verzí samohybné houfnice CAESAR francouzské společnosti Nexter, slovenský raketomet RM-70 Vampire, ukrajinský salvový raketomet Burevij, protilodní komplet Neptun a jednu z verzí 155mm samohybné houfnice Bohdana, izraelský protiletadlový systém SPYDER pro AČR, stejně jako pro dílenská a vyprošťovací vozidla nebo mobilní rušič STARKOM. S použitím se počítá i pro vyvíjenou houfnici Morana.
Konstrukční řada si už našla své uplatnění i v civilním sektoru - jako podvozek 4×4 až 16×8 pro jeřábové, hasičské a důlní nástavby.
Příkladem civilního použití je autojeřáb AD30 na podvozku TATRA 815-7 6×6 vyrobený v ČKD Mobilní Jeřáby a.s., Slaný v roce 2011.

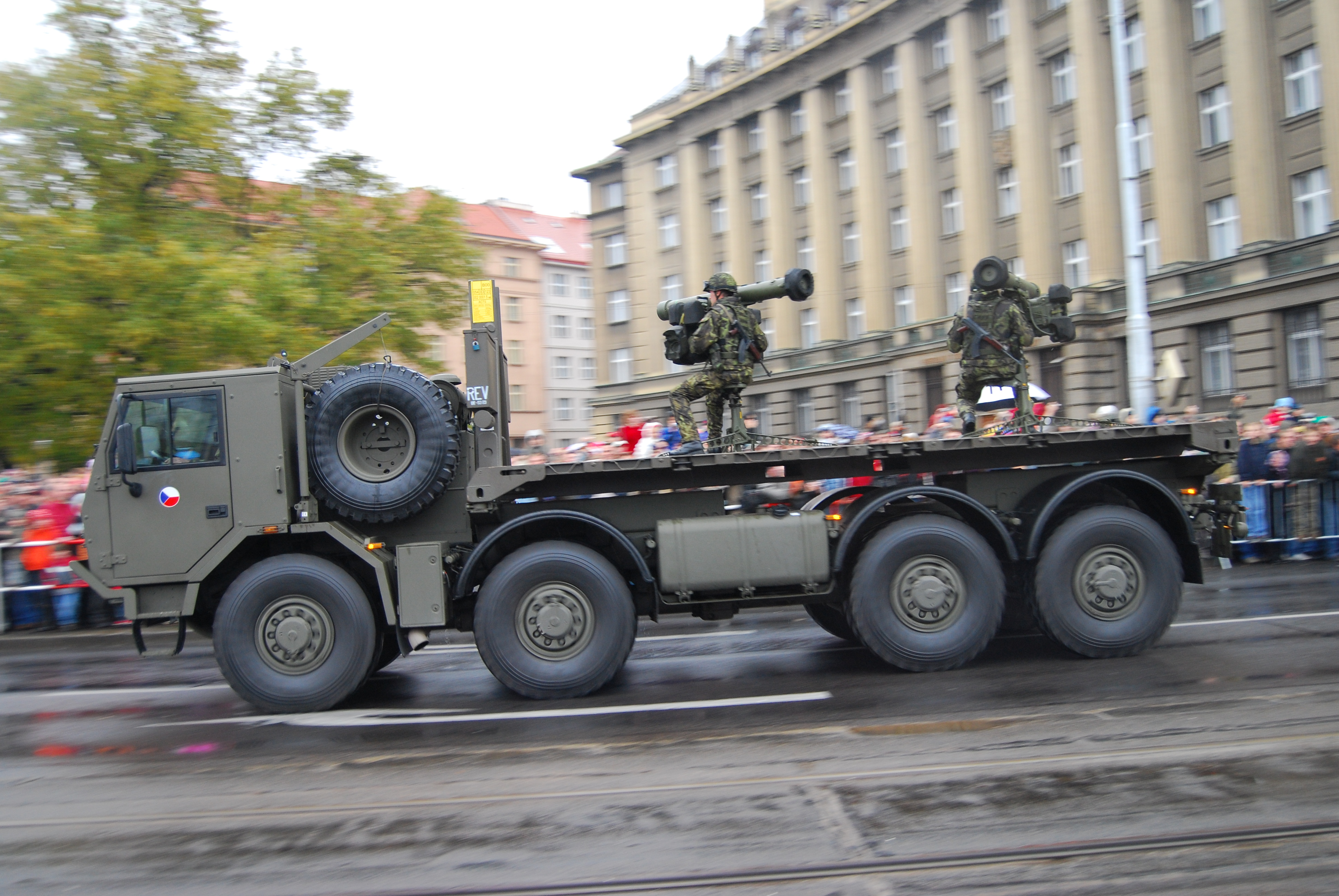
Tatra 815-7 8×8
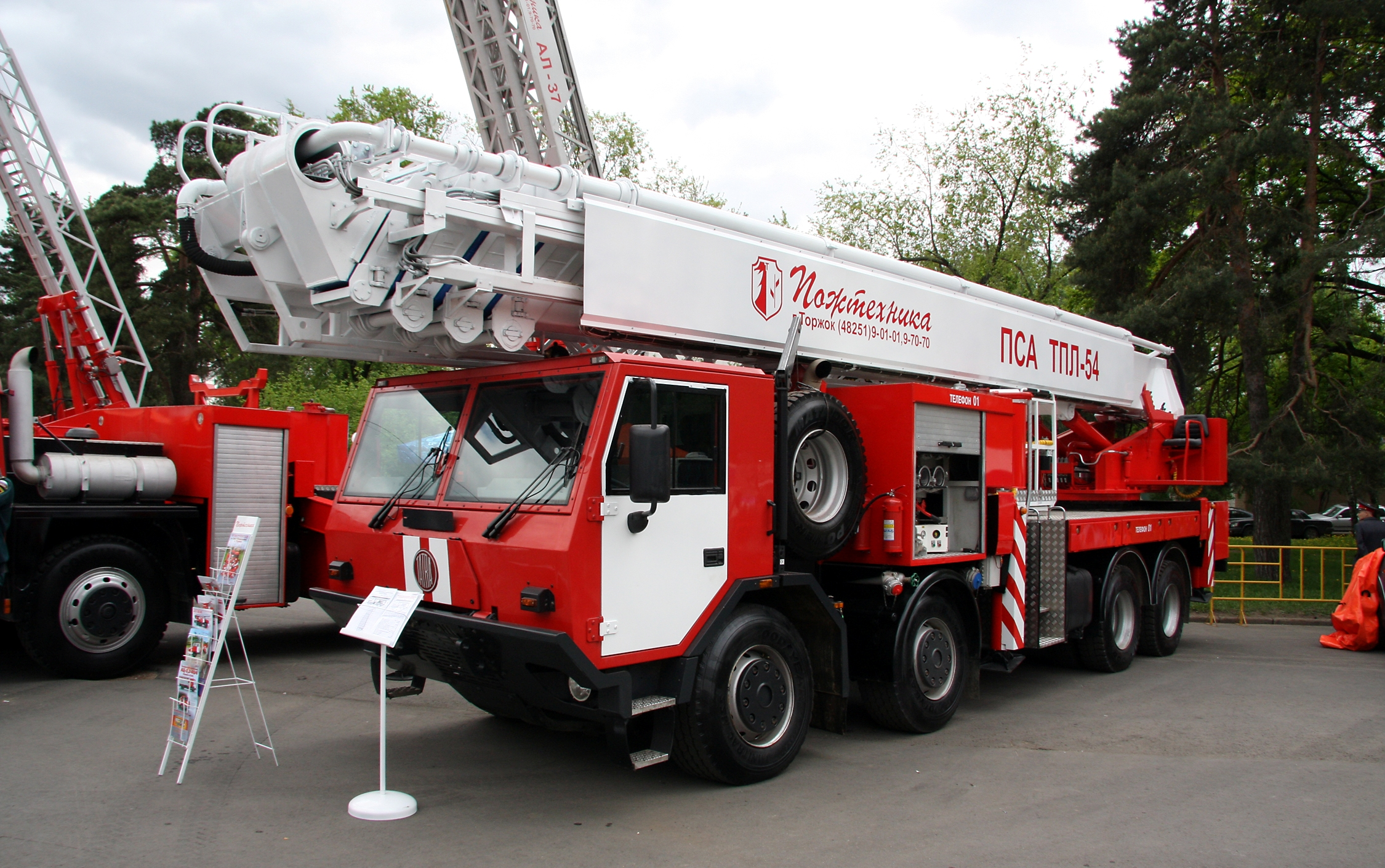
Nástavba na šasi 815-7 8×8
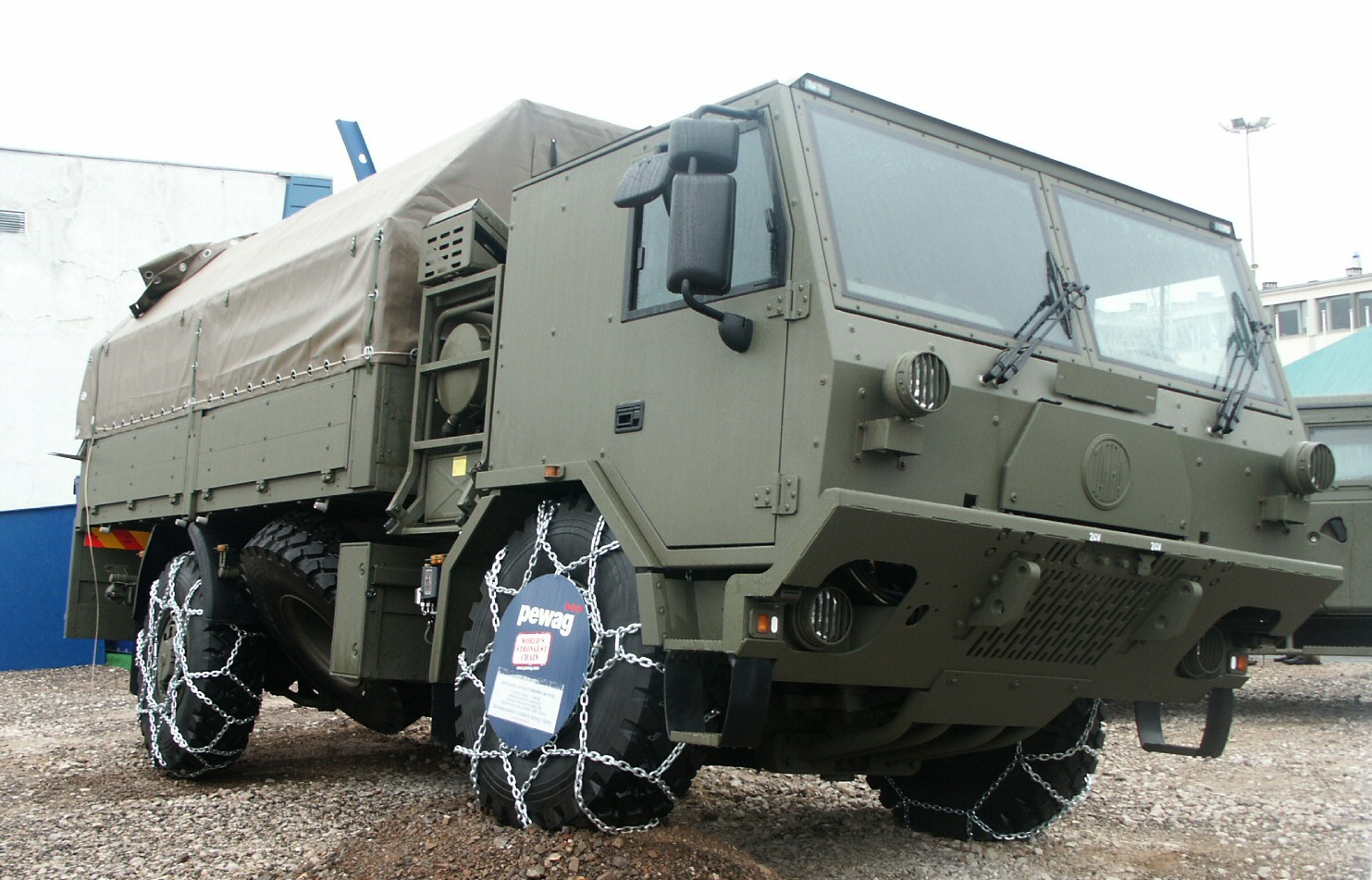
815-7 4×4
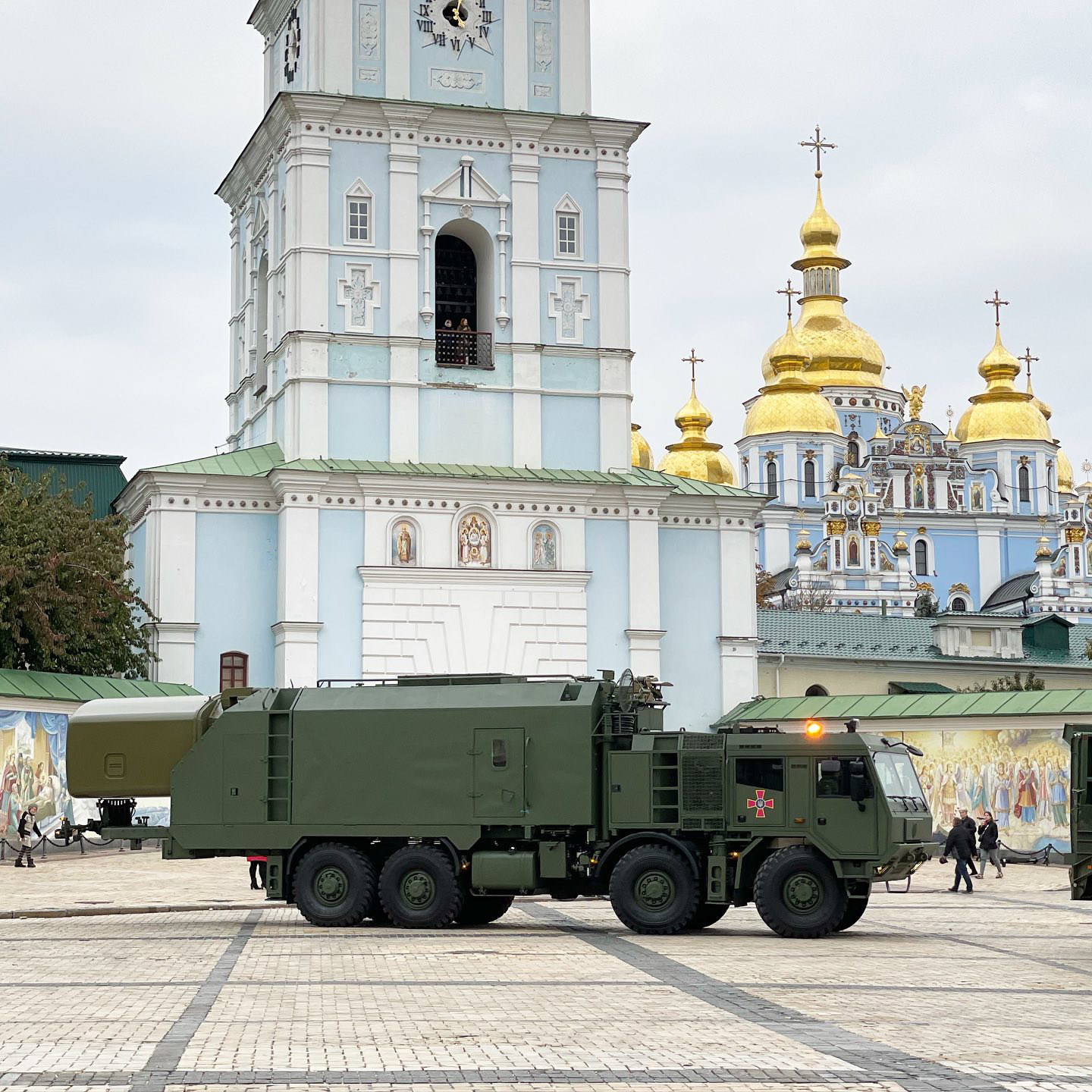
Mineral-U
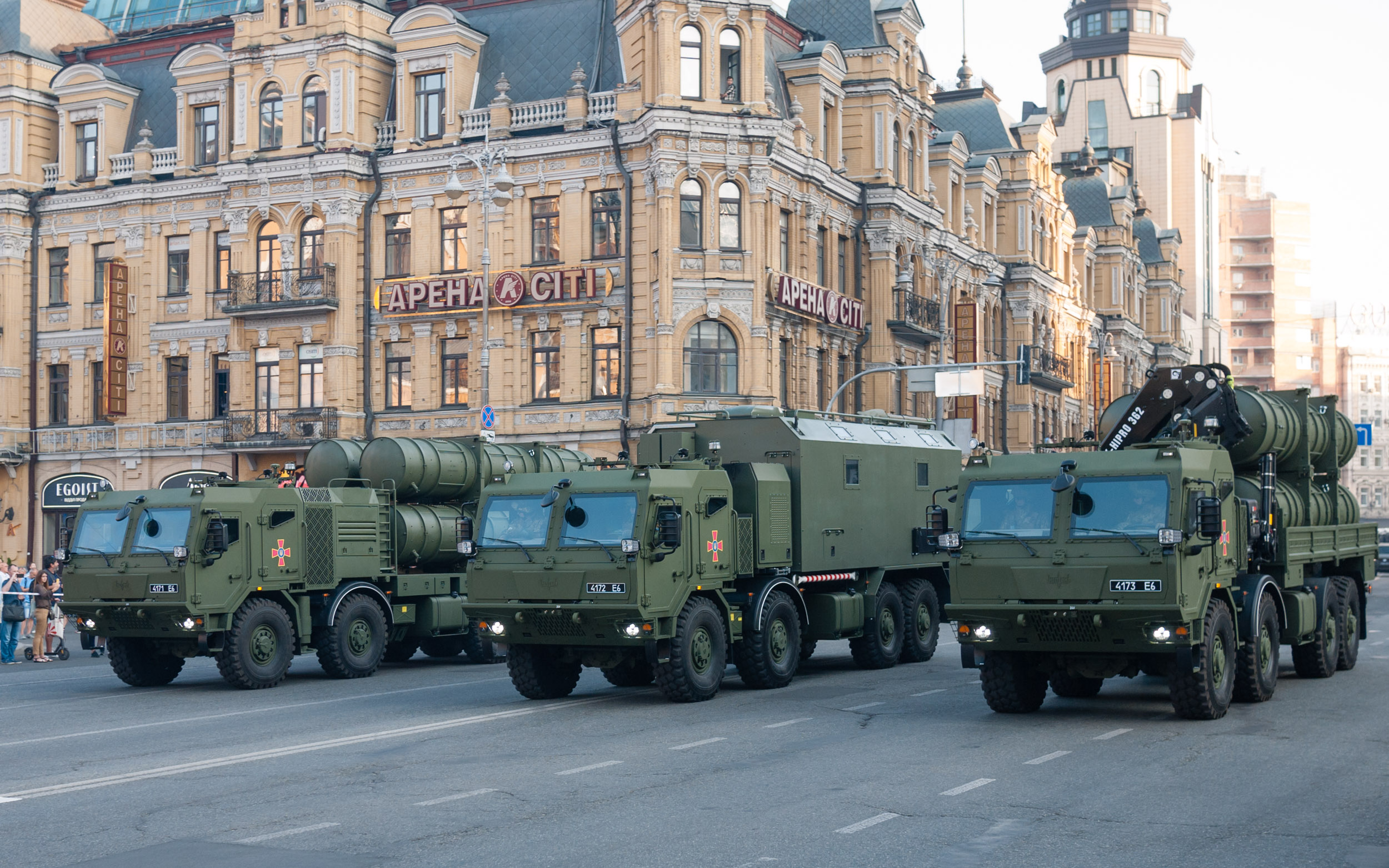
Sériový pobřežní raketový komplet Neptun na podvozku Tatra 815-7